# سانت باتريك (ميزوري)
سانت باتريك (ب[St. Patrick] خطأ: {{اللغة-؟؟}}: وسيط غير صالح: |تاريخ أرشيف= (مساعدة)) هي إحدى المجتمعات الفردية (غير مصنفة) في ولاية ميزوري في الولايات المتحدة الأمريكية.